# Капітолій штату Алабама
Капітолій штату Алабама (англ. Alabama State Capitol) — будівля уряду штату Алабама. 19 грудня 1960 року отримав статус історичної пам'ятки. Включений в список Національного реєстру історичних місць як першого капітолія Конфедерації. Розташований на капітолійському пагорбі у місті Монтгомері — столиці штату.
Нинішня будівля вже п'ята за рахунком. Перший капітолій перебував у Сент-Стівенсі з 1817 по 1819 рік, а після того як території Алабама стала штатом, був переміщений в Кахабу. У 1826 році розташування капітолія знову змінилося, він перемістився в Тускалусу. Нарешті, в 1846 році капітолій перемістився в нову будівлю в Монтгомері, проте, через два роки його знищила сильна пожежа. На цьому ж місці в 1851 році була збудована нова будівля капітолія, яка добудовувалася додатковими корпусами та сходами в наступні 140 років.
Деякий час ця будівля слугувала і як Капітолієм Конфедерації, допоки Монтгомері була першою столицею Конфедеративних Штатів Америки.

## Історія

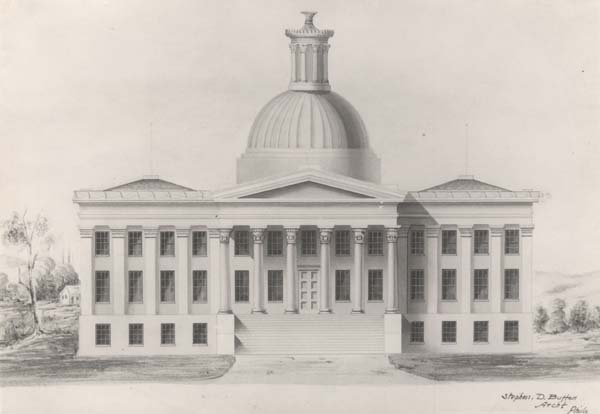
План першої будівлі капітолія у Монтгомері, що був знищений пожежею в 1849 році

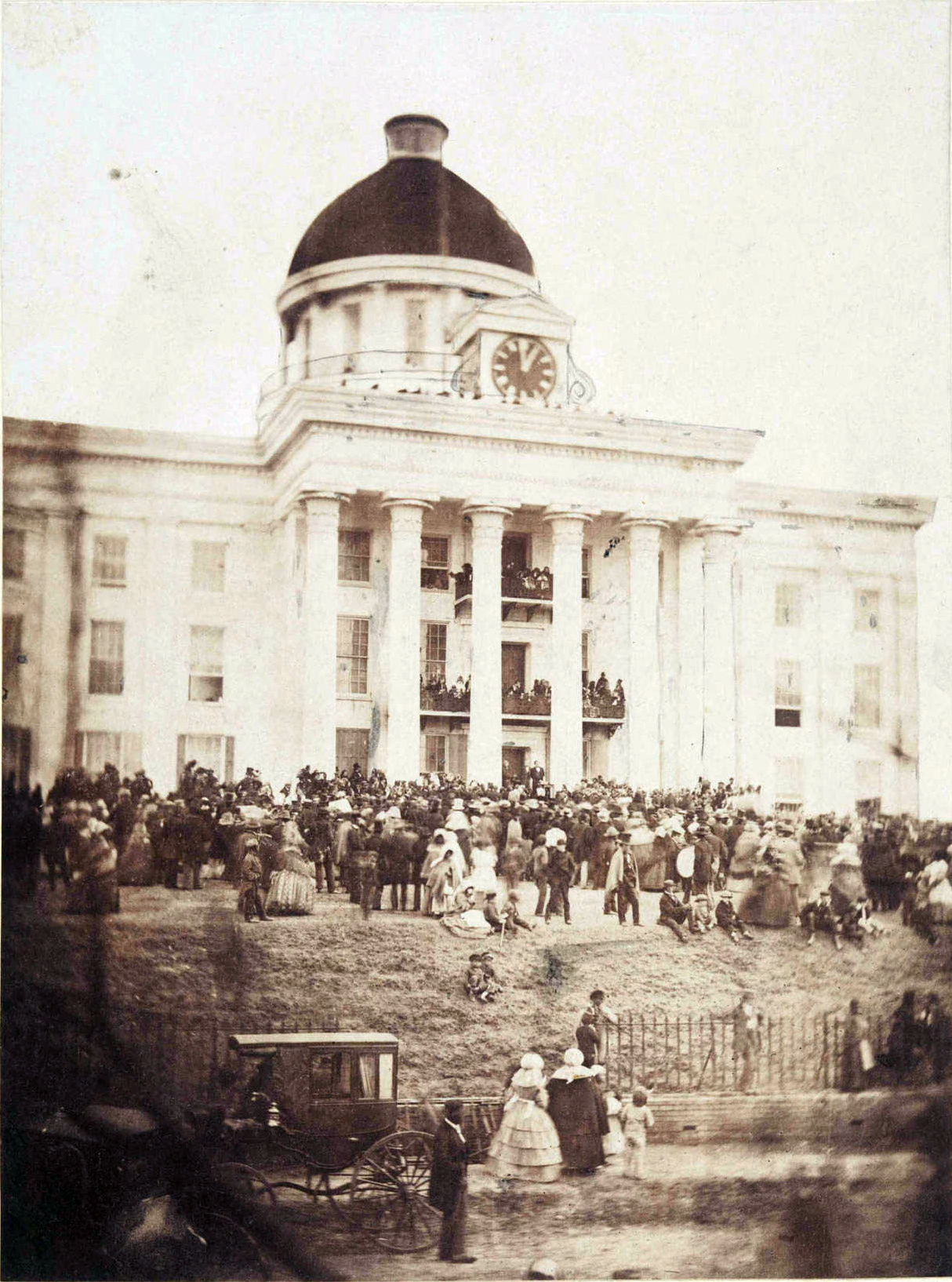
ІнавгураціяДжефферсона Девіса, 18 лютого 1861 року

Перша будівля, що була побудована в Монтгомері, була розроблена архітектором Стівеном Декейтером Баттоном із Філадельфії. Місце, де зараз розташований капітолій раніше було відоме як Козиний пагорб, через те, що використовувалося як пасовище. Один із засновників міста, Ендрю Декстер, спеціально тримав цю землю вільною, в очікуванні переїзду капітолія з Тускалуси. Будівництво почалося в 1846 році, а 6 грудня 1847 року новому двоповерховому будинку був привласнений статус капітолія.
14 грудня 1849 року будівлю було знищено сильною пожежею, руїни були розчищені до березня 1850 року.
Будівництво нинішньої будівлі капітолія тривало з 1850 по 1851 рік і проходило під наглядом головного інженера Барачіаса Холта зі штату Мен. За основу був узятий проект попередньої будівлі з деякими змінами. Так, будинок став триповерховим (не рахуючи цокольний поверх) і без фронтону.
1 жовтня 1851 року в капітолії пройшло перше засідання Легіслатури Алабами. У лютому 1852 року над портиком був встановлений годинник у вигляді білого куба з чорним циферблатом і увінчаним гостроверхим дахом. Довжина хвилинної стрілки — 1,2 м, годинної — 0,91 м. Із лютого 1861 року до 22 травня того ж року будівля використовувалася як Капітолій Конфедерації. На мармуровій підлозі перед портиком встановлена шестикутна зірка з латуні, точно в тому місці, де 18 лютого 1861 року стояв Джефферсон Девіс під час присяги на посаду президента Конфедеративних Штатів Америки.
Перше розширення будівлі відбулося в 1885 році коли до заднього фасаду було прибудовано східне крило. У 1906 році додано південне крило, а в 1912 році — північне, зовні ідентичне південному.
У 1961 році губернатор Джон Паттерсон у рамках святкування 100-річчя з дня початку Громадянської війни встановив на будівлі бойовий прапор Конфедерації. Пізніше прапор був піднятий як символ непокори десегрегаційній політиці федерального уряду. У 1988 році, при спробі зняти прапор були арештовані кілька законодавців-афроамериканців. У 1993 році суд Алабами постановив зняти прапор, зважаючи на те, що за законами штату над капітолієм можуть бути встановлені лише державний прапор і прапор штату.
Легіслатура Алабами займала будівлю капітолія до 1985 року, після чого її засідання стали проводитися в сусідньому будинку State House. Згідно конституції Алабами, легіслатура повинна розташовуватися в капітолії, проте в 1984 році були прийняті поправки, які дозволили їй переїхати в нову будівлю. Передбачалося, що переїзд буде тимчасовим, у зв'язку з запланованою реконструкцією капітолія. Роботи почалися в 1985 році та проходили під контролем архітектурної групи Holmes and Holmes. Завершилася реконструкція в 1992 році, після чого сюди повернувся офіс губернатора та інших чиновників, але законодавча влада залишилася в State House.

## Зовнішній вигляд

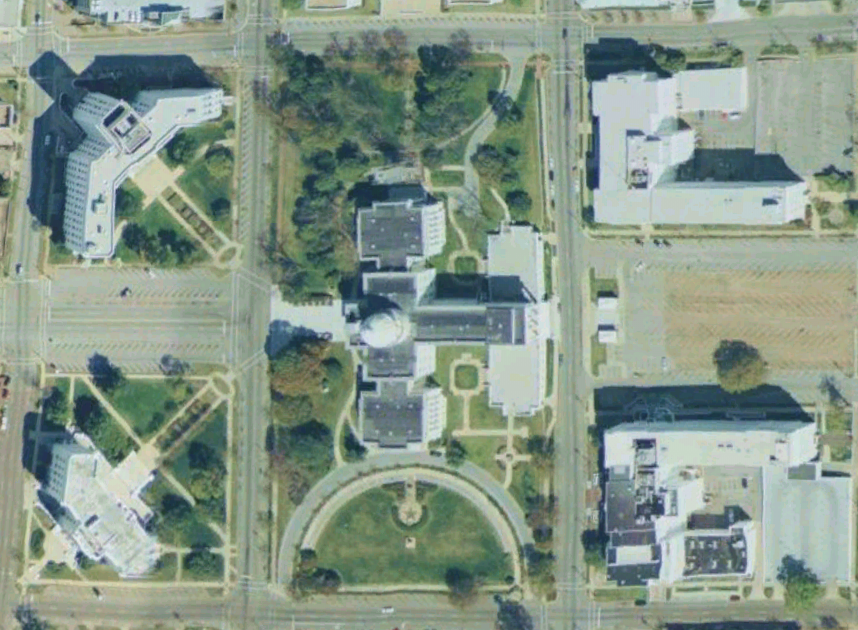
Вид на капітолій Алабами (в центрі) із супутника

Будівля побудована в 1851 році, а також подальші прибудови виконувалися в стилі неогрек. Центральна частина капітолія має травеї, що окреслені доричним ордером і триповерховий портик. Її розміри становлять 46 на 21 м, із заднім крилом — 12 на 15 м. Під час першого розширення, в 1885 році з задньої частини фасаду була додана прибудова розміром 21 на 15 м. У 1906 і 1912 роках — ще два ідентичних один одному крила 30 на 28 м, розроблених архітектором Френком Локвудом. Північне та південне крило виконане з декоративними псевдо-портиками та колонами, що прикрашені іонічним ордером.
У 1985—1992 роках східне крило було перебудовано, в результаті чого з'явився новий портик в тетрастилі (з чотирма колонами).

## Інтер'єр

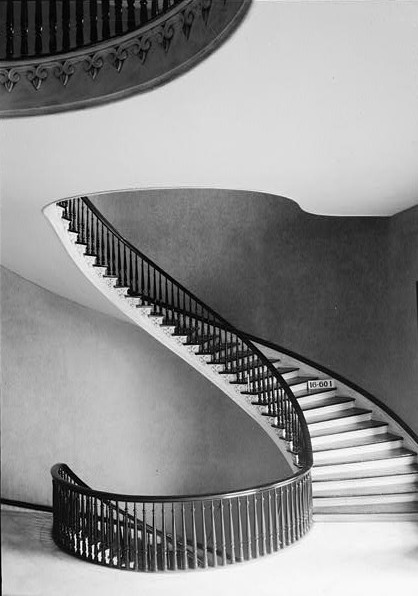
Одні з двох гвинтових сходів капітолія, виконаних за проектом архітектора Горація Кінга в 1851 році

На першому поверсі розташований хол із двома гвинтовими сходами, що ведуть по спіралі до третього поверху. Ці сходи, які стали оригінальною архітектурною особливістю будівлі, спроектував архітектор Горацій Кінг, колишній раб, випущений на волю в 1846 році, для чого Легіслатура Алабами навіть прийняла спеціальний закон. Після періоду реконструкції Півдня Горацій Кінг перебував на службі в Палаті представників Алабами, в будівлі, яка була зведена за його участю.
Із східного боку сходового залу першого поверху розташована ротонда, що проходить через три поверхи, зі скульптурою 46-го губернатора Алабами Лурлена Воллеса, дружиною Джорджа Воллеса. Вона стала першою і поки єдиною жінкою-губернатором Алабами, (померла при виконанні службових обов'язків в 1968 році). У наступному залі розташовані коридори, що ведуть в північне та південне крила. Далі розміщений колишній зал Верховного суду.

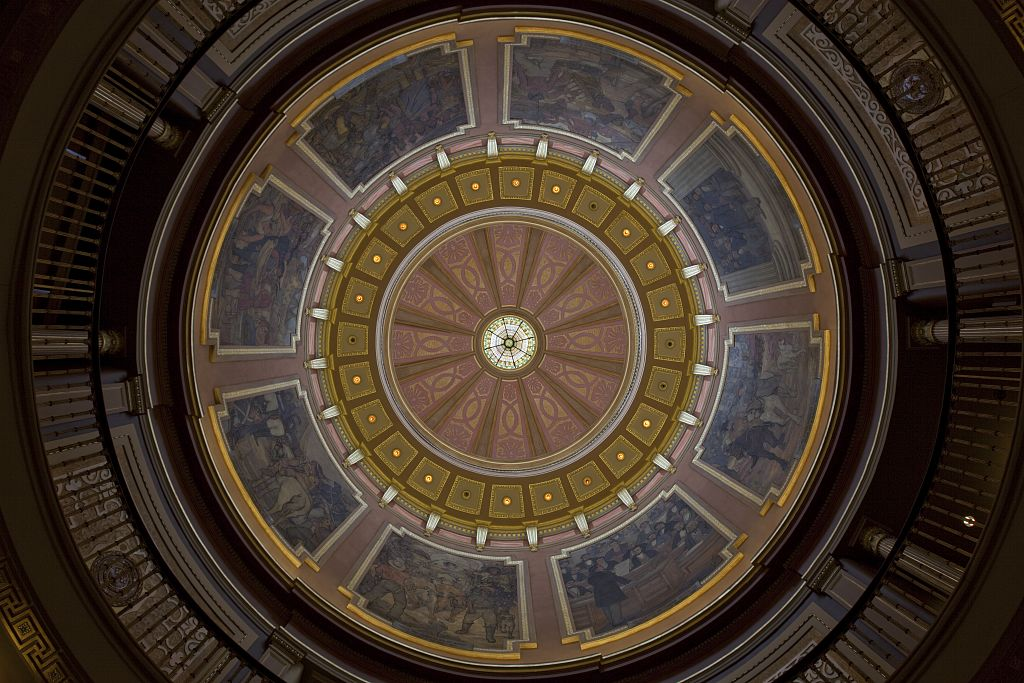
Інтер'єр купола будівлі капітолія, на якому представлені вісім фресок художника Родеріко Маккензі

На другому поверсі розташовувалися зали Сенату та Палати представників.
Інтер'єр будівлі капітолія зосереджений на ротонді, що увінчана великим куполом. Він прикрашений вісьмома фресками Родеріка Маккензі, художника шотландського походження. Фрески ілюструють події з історії Алабами, вони виконані на полотні в період із 1926 по 1930 рік в його студії в Мобілі, а в липні 1930 року відправлені в Монтгомері залізничним транспортом.
Фрески зображують ворожу зустріч Ернандо де Сото з індіанцями в Тускалусі в 1540 році; заснування порту Мобіл П'єром Лемуаном і Жаном-Батистом Ле-Мойн де Б'єнвіллем, де з 1702 по 1711 року розміщувалася столиця Французької Луїзіани; здачу Вільяма Везерфорда, відомого як «Червоний Орел» Ендрю Джексону в 1814 році; заселення спустошених земель Алабами першими поселенцями в 1816 році; складання Конституції Алабами в 1818 році; добробут і дозвілля жителів в кінці довоєнної епохи (1840—1860); інавгурація президента Конфедерації Джефферсона Девіса на сходах капітолія у 1861 році; процвітання в 1874—1930 роках, що було спричинене освоєнням ресурсів.